# Goyocephale lattimorei
Goyocephale lattimorei és un gènere de dinosaure paquicefalosàurid que va viure en el Cretaci superior. Les seves restes fòssils s'han trobat a Mongòlia.